# 1860년 미국 대통령 선거
1860년 미국 대통령 선거는 1860년 미국에서 치러진 대통령 선거로, 공화당의 에이브러햄 링컨 후보가 당선되었고, 이에 반발한 남부 주들이 연방에서 탈퇴하면서 남북전쟁이 발발한다

## 배경
멕시코-미국 전쟁 이후 새 영토의 노예제 문제로 촉발된 남북 간의 갈등은, 결국 휘그당을 붕괴시키고, 북부휘그당계열의 공화당 창당 등 정치계에서도 남북으로 다시 뭉치게 하는 결과를 낳게 된다

## 후보선출

### 민주당
1860년 4월 민주당 전당대회는 57차례에 걸친 투표에도 56.5%를 넘는 후보가 없어 해산되었고, 6월 18일 다시 열린 전당대회는 두 차례의 투표 끝에 스티븐 더글라스 상원의원을 대통령 후보로 선출한다

### 입헌통일당
구 남부휘그당계열과 미국당 등은 민주당은 물론 구 남부휘그당 계열의 공화당에도 반대하며 1860년 5월 9일 입헌통일당을 창당하고 존 벨 전 상원의원을 대통령 후보로 선출한다

### 공화당
1860년 5월 18일 공화당 전당대회는 3차례에 걸친 투표 끝에, 인상적인 연설을 한 에이브러햄 링컨 전 하원의원이 슈어드 상원의원을 누르고 대통령 후보로 선출된다

### 입헌민주당
존 브레킨드릿지 부통령을 비롯한 민주당 남부계열들은 더글라스가 선출된 민주당 전당대회에 불복해 1860년 6월 28일 입헌민주당을 창당하고 브레킨드릿지 부통령을 대통령 후보로 선출한다

## 선거 과정
양당이 남북으로 갈라진 선거에서, 더글라스와 링컨은 북부에서, 브레킨드릿지와 벨은 남부에서 절대적인 지지를 받으며 과열 양상으로 흘러갔다. 특히 남부에선 노예제를 반대하는 공화당의 링컨이 당선될 시, 연방 탈퇴는 물론 남북전쟁으로 이어질 거란 말까지 나돌았다. 결국 대통령으로 링컨이 당선되자, 남부연합은 즉각 연방탈퇴를 선언하였다.

## 선거 결과
| 대통령 후보      | 정당       | 근거지   | 득표수    | 지지율   | 선거인단 득표 |
| ---------------- | ---------- | -------- | --------- | -------- | ------------- |
| 에이브러햄 링컨  | 공화당     | 일리노이 | 1,865,908 | 39.8%    | 180           |
| 스티븐 더글라스  | 민주당     | 일리노이 | 1,380,202 | 29.5%    | 12            |
| 존 C. 브레킨리지 | 입헌민주당 | 켄터키   | 848,019   | 18.1%    | 72            |
| 존 벨            | 입헌통일당 | 테네시   | 590,901   | 12.6%    | 39            |
| 계               | 계         | 계       | 4,685,561 | 100.00 % | 303           |

| 부통령 후보     | 정당       | 근거지 | 선거인단 득표 |
| --------------- | ---------- | ------ | ------------- |
| 해니벌 햄린     | 공화당     | 메인   | 180           |
| 조셉 레인       | 입헌민주당 | 오리건 | 72            |
| 에드워드 에버렛 | 입헌통일당 | 테네시 | 39            |
| 허셜 존슨       | 민주당     | 조지아 | 12            |
| 계              | 계         | 계     | 303           |

링컨의 당선은 결국 남부의 연방 탈퇴와 남북전쟁으로 이어진다

## 같이 보기
- 1860년 미국 하원의원 선거
- 1860년 미국 상원의원 선거
- 미국의 역사 (1849년~1865년)
- 민주당 (미국)의 역사